# Nyomd a gombot, tesó!
A Nyomd a gombot, tesó! televíziós vetélkedő/show-műsor, mely Az 50 milliós játszma és a Bezár a bazár! ötvözete.

## A műsor menete
A játékot egy pár játssza. Először 8 borítékot kell egy-egy zsetonba berakni. 1 percük van a játékosoknak, hogy berakják a zsetonokba a borítékokat. Aztán 7 kérdés jön. Ha a páros tudja a választ, akkor meg kell nyomni a gombot, s középre kell tenni egy zsetont. Ha helyes a válasz, akkor megtudhatják, hogy a zseton hány forintot rejt. Ha 10 másodperc alatt nem nyomják meg a gombot, akkor megjelennek a válaszlehetőségek. El kell osztani a válaszokra a zsetonokat, hasonlóan az 50 milliós játszmához, egy válaszra nem szabad rakni. Az utolsó kérdésnél három válaszlehetőség van, s csak egyre szabad zsetont rakni. A rossz válaszokra rakott zsetonok elvesznek, a jó válaszra rakott zsetonok megmaradnak. Ha a játékosok nem raknak a jó válaszra zsetont, akkor azonnal vége a játéknak, s a páros egy fillér nélkül megy haza.
Minden kérdés után az egyik játékos leliftezik az Arénába. A játékosnak meg kell nyomnia egy olyan gombot a totemen, melyet még nem nyomott meg. A megnyomott gomboz hozzátartozik egy tárgy. A tárgyat rá kell tenni a leolvasóra. Ha a tárgy értéke Nyomd a gombot, tesó!, akkor meg kell nyomni a falon azt a gombot, amelyik villog. Az első kérdés után a játékos fél percig lehet az Arénában, azután az Arénában eltölthető idő kérdésenként 5 másodperccel növekszik. Az Arénából úgy kell kijutni, hogy a középső, átlátszó hatszöget kell megnyomni. Ha elfogy az idő, s a játékos nem nyomja az átlátszó hatszöget, akkor azonnal vége a játéknak, s a páros egy fillér nélkül megy haza.
Egy alkalommal lehet választani az aranygombot. Az aranygombhoz tartozik egy feladat. Ha a játékos jól oldja meg a feladatot, akkor a párosnak lesz egy fix 300000 forintja, melyet akkor is megkap, ha valamelyik kérdésre rosszul válaszol, vagy a kérdés megválaszolása után nem jön ki időben az Arénából. Az ötödik kérdésnél meg lehet állni. Ilyenkor a páros kap egy ajánlott összeget. Ha a páros elfogadja az ajánlatot, akkor az ajánlott összeggel hazamehet, ha nem, akkor a játékot végig kell játszani.

## Epizódok
| Évad | Évad | Részek száma | Részek száma | Eredeti sugárzás   | Eredeti sugárzás   | Eredeti adó |
| Évad | Évad | Részek száma | Részek száma | Évadbemutató       | Évadzáró           | Eredeti adó |
| ---- | ---- | ------------ | ------------ | ------------------ | ------------------ | ----------- |
|      | 1.   | 28           | 28           | 2019. november 11. | 2019. december 18. |             |